# Clubiona insulana
Clubiona insulana là một loài nhện trong họ Clubionidae.
Loài này thuộc chi Clubiona. Clubiona insulana được Hirotsugu Ono miêu tả năm 1989.